# Fredericia HK
Maillots
Actualités
Dernière mise à jour : 22 mai 2025.
Le Fredericia HK est un club masculin de handball situé à Fredericia au Danemark et qui possède une section masculine et féminine. Le club a été fondé en 1990 à la suite de la fusion du KFUM Fredericia, 5 fois champion du Danemark dans les années 1970, et du FfF Håndbold.

## Palmarès
Compétitions internationales
- Coupe des clubs champions
  - Finaliste en 1976

Compétitions nationales
- Championnat du Danemark
  - Vainqueur (5) : 1975, 1976, 1977, 1978, 1979
  - Deuxième (1) : 1980, 2024
  - Troisième (2) : 1974, 2023
- Coupe du Danemark
  - Vainqueur (7) : 1971, 1972, 1973, 1974, 1976, 1977, 1982
  - Finaliste (1) : 1979

## Effectif actuel
L'effectif pour la saison 2024-25 est :
| Gardiens de but - 01 Sebastian Frandsen - 12 Rasmus Storm Jensen - 16 Thorsten Fries Ailiers gauches - 09 Martin Bisgaard - 14 Frederik Jægerum - 23 Mads Hyldahl Ailiers droits - 05 Anton Filtenborg - 07 Kasper Young Andersen - 20 Fredrik Mossestad | Pivots - 04 Nikolaj A. Nielsen - 08 Mads Emil Winterskov Møller - 41 Evgeni Pevnov Arrières gauches - 02 Rasmus Peluffo Johansen - 13 Lasse Balstad - 15 Mads Kjeldgaard Andersen - 23 Einar Olafsson - 97 Reinier Taboada | Demi-centres - 03 Jonas Kruse Kristensen - 18 Malthe Hejsel - 31 William Andersson Moberg - 77 Sebastian Henneberg Arrières droits - 91 Kasper Palmar - 93 Anders Kragh Martinusen Entraîneur - Guðmundur Guðmundsson |